# Radio Baccano
Radio Baccano è una canzone di Gianna Nannini e Marco Colombo, estratta come primo singolo dall'album del 1993 X forza e X amore. La canzone figura la partecipazione nella parte finale di alcuni versi rap eseguiti da Jovanotti. Il rap è stato eseguito al Jungle Sound Studio di Milano, dove è stato trasferito parte del materiale dell'album X forza e X amore.
La canzone, che partecipò al Festivalbar 1993, ebbe un notevole successo in Italia nel corso dell'estate. Il singolo fu commercializzato anche in Germania.

## Tracce
1. Radio Baccano - 6:13
2. Radio Baccano (versione radio) - 4:51
3. Radio Baccano (Mondo Baccano mix) featuring Jovanotti - 9:40

## Hit Parade Italia - Classifica Singoli
| Settimana | 01 | 02 | 03 | 04 | 05 | 06 | 07 | 08 | 09 | 10 | 11 | 12 | 13 | 14 |
| --------- | -- | -- | -- | -- | -- | -- | -- | -- | -- | -- | -- | -- | -- | -- |
| Posizione | 10 | 3  | 2  | 3  | 5  | 6  | 3  | 4  | 7  | 13 | 15 | 11 | 14 | 13 |

## Classifiche

### Classifiche settimanali
| Classifica (1993) | Posizione massima |
| ----------------- | ----------------- |
| Europa            | 67                |
| Italia            | 2                 |

### Classifiche di fine anno
| Classifica (1993) | Posizione |
| ----------------- | --------- |
| Italia            | 19        |